# ديكستروميتورفان/كينيدين
ديكستروميتورفان/كينيدين (Dextromethorphan/quinidine)، الذي يُباع تحت الإسم التجاري نوديكستا(Nuedexta )، هو دواء مركب يستخدم لعلاج التأثير البصلي الكاذب (PBA).  و الذي قد يحدث في حالات التصلب الجانبي الضموري (ALS)، والتصلب المتعدد (MS)، و الخرف .  و يؤخذ عن طريق الفم. 
تشمل الآثار الجانبية الشائعة لهذا العقار على ما يلي؛ الإسهال و الدوخة و السعال والقيء و التورم المحيطي و عدوى المسالك البولية.  إضافة إلى ذلك، فقد تشمل الآثار الجانبية الأخرى أيضا انخفاض الصفائح الدموية و إطالة فترة QT و مشاكل الكبد ومتلازمة السيروتونين.  فهو يحتوي على ديكستروميثورفان ، وهو مضاد لمستقبل NMDA وكينيدين، علاوة على ذلك، فهو مثبط CYP2D6.  و يعمل على زيادة نشاط الدكستروميثورفان. 
تمت الموافقة عليه للاستخدام الطبي في الولايات المتحدة في عام 2010.  بينما تمت الموافقة عليه في أوروبا عام 2013؛ و سحبت هذه الموافقة لاحقًا.  في الولايات المتحدة تبلغ تكلفة 60 قرصًا حوالي 1300 دولار أمريكي اعتبارًا من عام 2021. 